# Estación Koluel Kayke
Koluel Kayke es una ex estación ferroviaria ubicada en la localidad del mismo nombre, en el Departamento Deseado, Provincia de Santa Cruz, Argentina.

## Toponimia
El nombre koluel kayke significa "menuco" en lengua tehuelche o aonikenk. Los menucos son pequeñas aguadas, también llamadas mallines en la patagonia. Existe otra fuente de 1942 que sugiere que lleva el nombre del establecimiento de campo de D. Donato Baino. El significado de este vocablo es : caballo blanco. Esta denominación se impuso en forma definitiva el 8 de octubre de 1914 por un decreto presidencial dictado en reemplazo de la progresión kilométrica que hasta ese tiempo imperaba.

## Historia
Nuestra Señora de los Dolores de Koluel Kayle es un pueblo cuya existencia data de años anteriores a la llegada del ferrocarril hacia 1913. Antes de esa fecha, ya existía una herrería en el solar ubicado en la manzana que hoy ocupa la escuela. Allí eran reparados los carros que llevaban la producción lanera desde las estancias de la zona hasta Puerto Deseado. También existían, junto con la herrería, dos hoteles y algunas casas de familia.
La estación se inauguró hacia 1913. A fines de la década de 1910 vivían en los alrededores de esta estación unas 100 personas. La estación se inauguró en el año 1914, y se le agregó una estafeta postal estafeta rentada a la que se denominó “Kilómetro 225”. El 6 de febrero de 1915 pasa a denominarse Koluel Kaike y el 9 de abril es ascendida de categoría. Desde el 1 de enero de 1931 es considerada estafeta ad honorem, sin sueldo para el encargado. La grafía del nombre causó múltiples problemas y el decreto nacional del 25 de junio de 1937 estableció el nombre “Koluel Kayke”. Los problemas continuaron y el 13 de agosto de 1951 se dispuso que volviera al anterior nombre Koluel Kaike, pero la guía postal de 1952 y siguientes, no efectuaron la modificación. Sin embargo, en los últimos años, el matasellos de la estafeta tiene grabado “Koluel Kaike”, actual denominación del pequeño pueblo. Sus encargados fueros Maximino Álvarez, Juan Sebastián Rosales desde mediados de los años 1920 hasta su jubilación en 1953. Lo reemplazó su hijo Juan Carlos, que permaneció hasta el cierre del ferrocarril. Entre ambos totalizaron más de 50 años, caso poco común de una estafeta. Los dos fueron jefe de estación. Clausurada la estafeta, es reemplazada con la unidad postal atendida en la Comisión de Fomento. La correspondencia se intercambia en Pico Truncado.
Tras un pequeño auge inicial se llegó formalizar la creación de una localidad con el mismo nombre en 1921, mediante el decreto nacional de 1921. El censo de 1920 reveló que la localidad poseía 60 habitantes. Para 1934 se estimaba que eran 200 habitantes contando zona rural adyacente.. Para 1950 era mencionada por un informe de la gobernación Militar de Comodoro Rivadavia que enumeraba las localidades que el tren recorría. E Para el año 1930 la estación se hallaba clausurada.

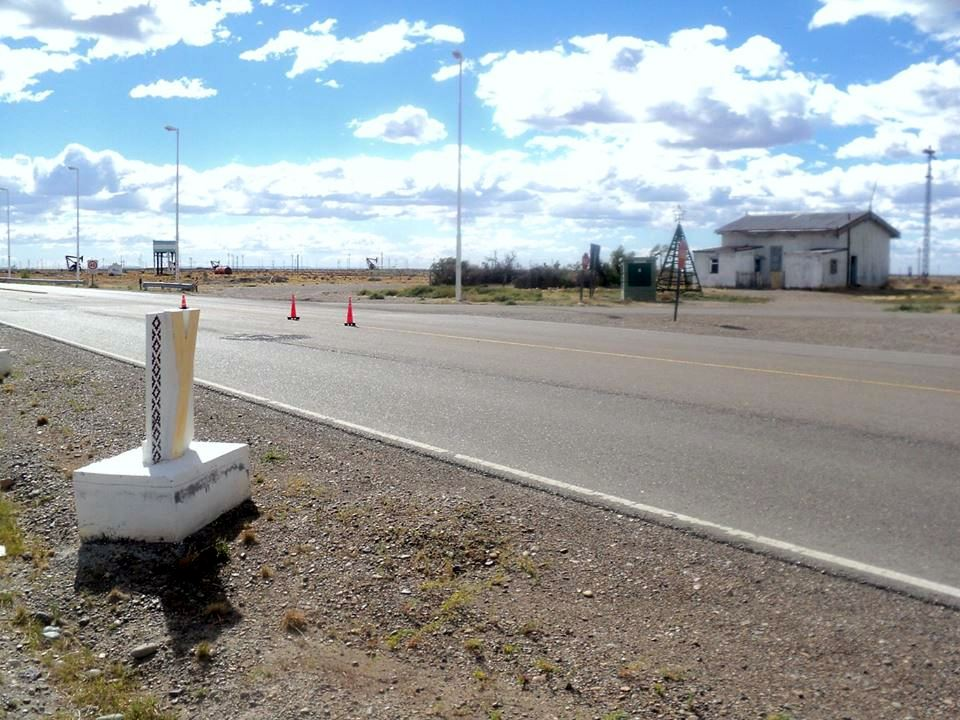
Complejo ferroviario compuesto de estación, vivienda de las cuadrillas, tanque de agua y señales

En 1935 se inauguró en la casilla de la estación, la Escuela Nacional N° 18, actual escuela primaria Nº 21. La estación se inauguró después que la de Pico Truncado, la cual quedó habilitada al llegar las vías en 1912. La estación de Koluel Kayke no estuvo clausurada hasta 1968, por resolución de la dictadura militar autodenominada Revolución Argentina. El pueblo fue oficialmente creado durante la presidencia de Hipólito Yrigoyen, por decreto nacional del 11 de julio de 1921, al igual que los demás pueblos de los entonces denominados "Territorios Nacionales".
Desde la puesta en servicio de la estación, funcionó en ella una estafeta de Correo Argentino, atendida en principio por los sucesivos jefes de estación y luego en la vivienda de una vecina, ampliada con una oficina que construyó la Municipalidad de Pico Truncado. La Estafeta fue cerrada al ser privatizado el Correo durante la presidencia de Carlos Menem. El poblado también contaba con el único teléfono que comunicaba con todas las estaciones de la línea y que brindaba su servicio también a los vecinos cuando una urgencia lo requería.
En 1961 la escuela primaria fue trasladada (ya pasada a jurisdicción provincial con el número 21) a su nuevo edificio, el cual ha sido ampliado a lo largo del tiempo. Por solicitud de los vecinos, el diputado provincial Héctor Icazuriaga respalda el proyecto de ley, finalmente sancionada por unanimidad, que da nombre al pueblo, reconociendo su existencia.
El tren circuló por última vez en julio de 1978. Hoy en día se encuentra en abandono. 
Forma parte del ramal que iba de Puerto Deseado a Las Heras, inaugurado en el año 1914 y que originalmente estaba planeado para terminar en el Nahuel Huapi.
El 16 de marzo de 1995 queda promulgada la Ley Provincial 2393 que «designa con el nombre de Nuestra Señora de los Dolores de Koluel Kayle a la actual localidad de Koluel Kayke». En su artículo 2, la misma ley instituye «como fecha celebratoria de su aniversario el día 15 de septiembre de cada año».
A pesar de que Koluel Kayke fue nombrada como clave en el plan de reactivación de 2008 no fue puesta en valor. Toda la ejecución del plan de reacondicionamiento del ramal prometió que en la primera etapa que en 2 meses el tren comenzaría a circular. Las obras no fueron significativas y tardaron a pesar de que contaban con una partida de $90.084.733. Para 2015 Cristina Fernández reinauguró un tramo de la obra. En tanto el ministro del Interior y Transporte, Florencio Randazzo, aseguró que la obra demandó una inversión de 92 millones de pesos ampliando el presupuesto original. Además se dijo que la obra estaría finalizada en 90 días y conectará Puerto Deseado con el norte de la provincia. Pese a la gran suma invertida por el estado y la inauguración en 2015 de las obras por parte del gobierno peronista, el ferrocarril no volvió a funcionar y gobierno fue acusado de un perjuicio de $92.000.000 de obra pública malversada.
En octubre de 2024 el gobernador Claudio Vidal anticipó que trabaja en el proyecto de recuperación del ferrocarril. El político aseguró que el tren cubriría los 285 kilómetros de recorrido y volvería a pasar por las estaciones Las Heras, Piedra Clavada, Koluel Kayke, Pico Truncado, Minerales, Fitz Roy, Jaramillo, Tellier y Puerto Deseado. Además, el proyecto presentó mapa que representa el trazado ferroviarios y las estaciones más importantes; siendo Koluel Kayke clave para la reactivación del ferrocarril que girara en torno al turismo y a los fletes de la industria petrolera con destino al puerto.

## Funcionamiento
El primer informe de horario fue publicado en 1920 con datos vigentes desde el 20 de noviembre de 1917. El documento expuso que los trenes mixtos partían los lunes y jueves desde Deseado a las 8:00, visitaban Koluel Kayke a las 16:43 y arribaban a las 18:40 a Las Heras. Mientras que el regreso era los martes y sábado desde las Heras a las 8:30 horas con arribo, pasando por Koluel Kayke a las 9:53 y finalizando en Deseado a las 17:30. La carrera pendiente abajo desde Las Heras era de 1 hora menos y luego se redujo a 30 minutos. El tren a vapor completaba la distancia con Pico Truncado en 33 minutos y para el tramo Koluel Kayke - Piedra Clavada se necesitaba 1 minutos. Este informe de horarios nombró a la estación «Koluel - Kayke», nominación solo compartida por otro informe y los boletos del ferrocarril.
El segundo informe de horario tuvo lugar el 1 de noviembre en 1928. El documento expuso que los trenes mixtos partían los lunes y jueves desde Deseado a las 9:00 horas, pasaban por Koluel Kayke a las 16:55 y arribaban a las 18:30 a Las Heras. Mientras que el regreso era los miércoles y sábado desde las Heras a las 9:00 horas, con llegada a Koluel Kayke a las 10:40 y culminación en Deseado a las 17:30. Por último, el itinerario informó que los trenes estaban provistos por coche comedor y distinguían entre primera y segunda clase. El tren unía la distancia con Pico Truncado en 40 minutos. En tanto, el tiempo para unirse el tramo Koluel Kayke -  Piedra Cladava pasó a 45 minutos. 
El itinerario de 1930 no informó variaciones significativas respecto al itinerario de 1928. En documento se expuso información precisa de las tarifas: hacer todo el viaje del ferrocarril en primera costaba $24.05 o $13.60 en segunda. En tanto, para tramos simples como Deseado - Koluel Kayke era $19.05 en primera clase o $10.75 para la segunda. 
El itinerario de 1934 brindó información extensa del ferrocarril. El servicio tuvo cambios significativos y era ejecutado por trenes mixtos los días jueves y domingo. El viaje a vapor fue mejorado en sus tiempos; partía a las 9 de Deseado, pasando por Koluel Kayke a las 15:55, para arribar a Las Heras 17:30. Gracias a esto el ferrocarril completó el recorrido en una hora menos; mientras que la distancia Koluel Kayke - Pico Truncado pasó a 30 minutos y la distancia con Piedra Clavada a 40 minutos. En tanto, la vuelta desde Las Heras se producía los días martes y viernes desde las 9, con paso por Koluel Kayke a las 10:25 y arribo a estación Puerto Deseado a las 17:00. Por último, el documento arrojó un dato peculiar al haber clasificado, con una caligrafía diferente, a Koluel Kayke como estación de movimientos abundantes y con una población de importancia. Esta clasificación fue compartida con pocas estaciones en el ramal.
Desde el informe de 1936 se observó una de las mayores mejorías en los servicios de este ferrocarril. El miércoles partía el tradicional tren mixto desde Deseado a las 9:00 con paso por Koluel Kayke 16:00 y arribo a Las Heras a las 17:30. Luego, el viernes retornaba desde Las Heras desde las 9, pasando por Koluel Kayke 10:30 para arribar a las 17:00 a Deseado. Por otro lado, el servicio de los lunes partía a las 9:30 y alcanzando Las Heras a las 16:15. El mismo estuvo marcado por la introducción de ferrobuses diésel que aceleraron los tiempos del ferrocarril en 6:15 minutos. Este viaje tildó por primera y única vez a este punto como parada optativa para ferrobuses, parando los mismos solo si había interesados en ascender o descender en la estación.
Otro informe de 1938 mostró la continuidad del servicio ejecutado por ferrobuses. Las condiciones de 1936 se mantuvieron sin modificaciones. Sin embargo, se mostró los horarios de todos los puntos que eran recorridos por ferrobuses y trenes mixtos; inclusive de las paradas optativas. El ferrobús alcanzaba esta estación a las 15:07 y estaba distanciada de Pico Truncado por 27 minutos y en otros 31 minutos de Piedra Clavada.
El itinerario de 1946 comunicó condiciones similares a los anteriores. No obstante, se presentó el abandono de los ferrobuses en favor del vapor. De esta forma, los viajes fueron ejecutados por trenes mixtos que partían con coche comedor los lunes desde Puerto Deseado a las 9:00 horas, paraba en Koluel Kayke a las 15:55 arribaba a las 17:30 a Las Heras. Luego, el regreso se producía el miércoles desde Las Heras desde las 9:00, previo paso por Koluel Kayke a las 10:25 y arribo a Deseado a 17:00. Por otro lado, el tren unía la distancia con Piedra Clavada en 40 minutos. En cambio, para llegar a Pico Truncado se precisaba 30 minutos. Por otra parte, como dato relevante la estación continuó clasificada entre las estaciones de mayor importancia de la línea; siendo escrita con caligrafía diferente indicando movimiento relevante y con una población significativa.
El mismo itinerario de 1946 fue presentado por otra editorial y en él se hace mención menos detallada de los servicios de pasajeros de este ferrocarril. En el documento se confirmó las mismas condiciones del itinerario anterior. Por otro lado, las tarifas mantuvieron los valores y secciones de 1938. El último dato relevante, fue que este informe de horarios nombró a la estación como «Koluel - Kayke».
El último informe de horarios de noviembre de 1955 expuso cambios significativos: todos los servicios de pasajeros pasaron a ser operados por ferrobuses. Además, se modificaron los horarios y días; partiendo el coche motor desde Deseado los lunes, miércoles y viernes a las 13:30, visitando Koluel Kayke a las 18:11 y arribo a Las Heras a las 19:15 horas. El regreso se producía desde Las Heras martes, jueves y sábados con partida a las 13:30, paso por Koluel Kayke a las 14:33 y arribo a Deseado a las 18:45. El coche motor tardaba en unir la distancia con Piedra Clavada unos 31 minutos y con Pico Truncado otros 25 minutos.

### Colección de boletos
Una extensa colección de boletos de este ferrocarril confirma a Koluel Kayke como punto concurrido. En los boletos figura como Koluel-Kayke con un guion extra.

## Infraestructura
Fue construida como estación de tercera clase. No obstante, su uso se tornó superior a esa categoría ya que desempeñaba todos servicios del ferrocarril e incluso recibió una tenue ampliación sobre el lado opuesto a su andén. Está ubicada en una altitud de 304,39 m s. n. m., siendo la tercera con más altitud. En tanto, la progresión de las vías en este punto alcanza los 224,4 kilómetros.
El primer documento que detalló el equipamiento de este punto fue el itinerario de 1934. El mismo detalla que Koluel Kayke estaba dotada de:
- Apartadero de 673 metros
- Corral de 577 m²
- Capa freática a 12.75 m

Posteriormente, un informe de 1958 comunica que la estación proveía todos los servicios de pasajeros, encomiendas, cargas, hacienda y telégrafos. El equipamiento fue ampliado y contaba con:
- Apartadero de 673 metros.
- Estanque Piggott.
- Corral de 577 m².
- 1 rampa a costado.
- Capa freática a 12.75 m.
- Caseta caminero de chapa.

## Galería
|                                                                 |
| Cartel nomenclador de la estación con el pueblo a sus espaldas. |

|                                                                 |
| Terraplén intacto antes de llegar a Kayke saliendo de Truncado. |

|                                                                          |
| Ex vivienda de las cuadrillas en Koluel Kayke abandonada y en deterioro. |

|                                                                   |
| Desvío intacto con la ex vivienda de las cuadrillas a un costado. |